# Matěj Polidar
Matěj Polidar, né le 20 décembre 1999 en Tchéquie, est un footballeur tchèque qui évolue au poste d'ailier gauche au FK Jablonec, en prêt du Sparta Prague.

## Biographie

### FK Příbram
Matěj Polidar est formé par le FK Příbram. Il joue son premier match en professionnel le 17 mars 2019, lors d'une rencontre de championnat face au SK Slavia Prague. Il entre en jeu en cours de partie, lors de cette rencontre perdue par son équipe sur le score de deux buts à zéro.

### Sparta Prague
Le 8 septembre 2019, le transfert de Matěj Polidar au Sparta Prague est annoncé. Le joueur signe un contrat de quatre mais reste prêté envers son club formateur jusqu'à la fin de saison.
Polidar intègre donc l'équipe du Sparta Prague lors de la saison 2020-2021, jouant son premier match sous ses nouvelles couleurs le 27 septembre 2020 face à son ancien club, le FK Příbram. Il entre en jeu à la place de David Moberg Karlsson lors de cette rencontre remportée par son équipe sur le score de trois buts à un. Avec le Sparta il découvre la coupe d'Europe, jouant son premier match de Ligue Europa face au LOSC Lille le 22 octobre 2020. Les Tchèques s'inclinent ce jour-là sur le score de quatre buts à un.
Avec le Sparta il fait ses débuts en Ligue des champions, jouant son premier match le 28 juillet 2021 face au Rapid Vienne. Il entre en jeu et son équipe l'emporte par deux buts à zéro ce jour-là.

### FK Jablonec
Le 20 juin 2022, Matěj Polidar est prêté par le Sparta Prague au FK Jablonec pour une saison.

### En sélection nationale
Le 10 octobre 2019, il figure pour la première fois sur le banc des remplaçants de l'équipe de Tchéquie espoirs, mais sans entrer en jeu, lors d'une rencontre face à la Grèce. Ce match nul (1-1) rentre dans le cadre des éliminatoires de l'Euro espoirs 2021.
Polidar reçoit une sélection en équipe de Tchéquie des moins de 20 ans, le 15 novembre 2019, en amical contre les Pays-Bas (victoire 1-4).